# 1 (album av Demy)
Artikelns titel kan av tekniska skäl inte återges korrekt. Den korrekta titeln är #1.
#1 är debutalbumet av den grekiska sångaren Demy. Det gavs ut den 19 december 2012 och innehåller 9 låtar.

## Låtlista
| Nr | Titel                                                    | Längd |
| -- | -------------------------------------------------------- | ----- |
| 1. | I Zoi (To Pio Omorfo Tragoudi)                           | 4:07  |
| 2. | Poses Hiliades Kalokeria                                 | 3:22  |
| 3. | Meno                                                     | 3:10  |
| 4. | Mono Mprosta                                             | 3:23  |
| 5. | Ki an Prospatho                                          | 3:21  |
| 6. | Mia Zografia (O Kosmos Mas)                              | 3:57  |
| 7. | Ta Matia Sou                                             | 3:29  |
| 8. | Kratise Me                                               | 3:36  |
| 9. | Love Light (Poses Xiliades Kalokairia Eng Version Remix) | 3:34  |